# Débarquement de la baie de Jacquinot
Pendant la campagne de Nouvelle-Bretagne de la Seconde Guerre mondiale
Le débarquement de la baie de Jacquinot est une opération amphibie alliée entreprise le 4 novembre 1944 pendant la campagne de Nouvelle-Bretagne de la Seconde Guerre mondiale. Le débarquement est effectué dans le cadre d'un changement de responsabilité pour les opérations alliées sur la Nouvelle-Bretagne. La 5e division australienne, dirigée par le général de division Alan Ramsay, prend le relais de la 40e division d'infanterie américaine, force nécessaire pour les opérations aux Philippines. Le but de l'opération est d'établir une base logistique dans la baie de Jacquinot sur la côte sud de la Nouvelle-Bretagne pour soutenir les opérations prévues de la 5e division près de la principale garnison japonaise de Rabaul.
La 6e brigade du brigadier Raymond Sandover reçoit l'ordre de sécuriser la région de la baie de Jacquinot. Alors que la région est considérée comme non défendue, le débarquement initial est effectué par une force prête au combat comprenant le 14e/32e bataillon australien renforcé, protégé par des navires de guerre et des avions en attente. Comme prévu, les Alliés ne rencontreront aucune opposition au débarquement du 4 novembre et les travaux ont rapidement commencé sur les installations logistiques.
Une fois la base établie, elle est utilisée pour soutenir les opérations australiennes vers Rabaul. Celles-ci sont menées au début de 1945 en conjonction avec des avancées du côté nord de la Nouvelle-Bretagne. L’opération est en fait une campagne de confinement, isolant la plus grande force japonaise et permettant aux Alliés de mener des opérations ailleurs.